# Lattrop-Breklenkamp
Lattrop-Breklenkamp est un village situé dans la commune néerlandaise de Dinkelland, dans la province d'Overijssel. Le 1er janvier 2008, le village comptait 1 037 habitants.
Lattrop-Breklenkamp est un village-jumeau, composé du village de Lattrop et du hameau de Breklenkamp.